# Барневелд (город)
Барневелд (нидерл. Barneveld) — город в нидерландской провинции Гелдерланд, административный центр общины Барневелд.

## История
В тексте от 1174 года упоминается некий «Волфрам ван Барневелд», из чего делается вывод, что история города насчитывает не менее 800 лет. С 1333 года здесь существовал церковный приход. В XV веке город был затронут войной крючков и трески. Во время Реформации Барневелд остался одним из последних католических анклавов в протестантском регионе.

## Экономика
Берневелд знаменит своим птицеводством, именно здесь находится Нидерландский музей птицеводства.

## Знаменитые уроженцы
- Якобус Корнелиус Каптейн (1851—1922) — астроном